# Ekobrottsmyndigheten
Ekobrottsmyndigheten (staatliches Amt für Wirtschaftskriminalität) ist eine nationale schwedische Behörde, die 1998 gegründet wurde. Die Behörde hat 560 Angestellte, der Hauptsitz ist in Stockholm.

## Aufgaben
Ekobrottsmyndighetens Hauptaufgaben sind Vorbeugung, Ermittlung und strafrechtliche Verfolgung von Wirtschaftskriminalität. Die vorbeugende Arbeit umfasst Information für Kleinunternehmer, die oft mit dem Regelwerk nicht vertraut sind, und Ausbildung an berufsausbildenden Schulen. Die Ermittlung und strafrechtliche Verfolgung erfasst hauptsächlich Steuerhinterziehung, Bilanzfälschung, Konkursstraftaten und Verstöße gegen das Gesetz für Aktiengesellschaften. Die Behörde hat außerdem eine Einheit zur Bekämpfung von Bestechung. Die Ermittlungen erfolgen häufig in Zusammenarbeit mit anderen Behörden, hauptsächlich Steuerbehörden und Zoll. Die Behörde ist auch eine der Instanzen, die sich im Rahmen des schwedischen Gesetzgebungsverfahren zu Gesetzesentwürfen äußern, die den Bereich von Wirtschaftsstraftaten erfassen. Ekobrottsmyndigheten behandelt nur Fälle schwererer Kriminalität; einfache Delikte wie Betrug werden von der Polizei behandelt. Die Behörde hat auch den Auftrag, Methoden zur Verbrechensbekämpfung zu entwickeln, dies auch in Zusammenarbeit mit anderen Behörden. Im Rahmen der grenzüberschreitenden Betrugsbekämpfung innerhalb der EU ist Ekobrottsmyndigheten die zuständige Kontaktbehörde in der Zusammenarbeit OLAF. Auch die Untersuchung der Finanzierung von Terrorismus und Rechtshilfeersuchen anderer Länder fallen in den Aufgabenbereich der Behörde. Die durchschnittliche Bearbeitungsdauer der Fälle liegt bei sechs Monaten.

## Ressourcen
Ekobrottsmyndighetens Personal umfasst 107 Staatsanwälte und 200 Polizisten mit Spezialkompetenz, 80 Ermittler in unterschiedlichen Fachbereichen und 60 Verwaltungsangestellte. Das jährliche Budget liegt bei 1,08 Milliarden Kronen (ca. 95 Millionen Euro).